# Нуньйо Фернандес (граф Кастилії)
Ну́ньйо Ферна́ндес (ісп. Nuño Fernández; пом. після 932) — граф Кастилії та Бургоса у першій половині X століття.

## Життєпис
Походження Нуньйо Фернандеса точно не відоме, втім дослідники припускають, що він був сином графа Фернандо Нуньєса та його дружини Гутіни Діас. Його старшим братом був граф Кастилії Гонсало Фернандес.
Вперше згадується в хроніці Сампіро серед кастильських графів, яких 920 року ув'язнив король Леону Ордоньйо II під час перемовин у Техаресі. Разом з ним під варту були взяті також граф Фернандо Ансурес, Аболмондар Албо і його син Дієго. Всі вони звинувачувались в тому, що не прибули з військами за закликом короля, через що той зазнав поразки від маврів під Вальдехункером, а також у підготовці заколоту. Невдовзі після арешту Нуньйо Фернандесу вдалось цілком виправдатись перед королем Леону та навіть отримати від Ордоньйо II пост графа Кастилії, що звільнився. Перша хартія, в якій Нуньйо Фернандес згаданий з титулом графа, датована 13 вересня 921 року.
Про правління Нуньйо Фернандеса майже нічого не відомо. 924 року після смерті Ордоньйо II, граф спочатку підтримав сина померлого короля, Альфонсо, але потім визнав королем Фруелу II, що дозволило Нуньйо Фернандесу зберегти за собою титул графа Кастилії.
926 року граф Нуньйо Фернандес у боротьбі за престол Королівства Леон підтримав Альфонсо Фройласа, втім перемогу в міжусобній війні здобули сини Ордоньйо II, один з яких, Альфонсо IV, став королем. Новим графом Кастилії знову став Фернандо Ансурес. Після цього Нуньйо Фернандес переїхав разом з Альфонсо Фройласом до Кантабрії.